# فدراسیون فوتبال ترکیه
فدراسیون فوتبال ترکیه (ترکی استانبولی: Türkiye Futbol Federasyonu;) با نام کوتاه شدهٔ TTF بالاترین نهاد فوتبالی در کشور ترکیه است. این نهاد در ۲۳ آوریل ۱۹۲۳ تشکیل شد و سپس در همان سال به عضویت فیفا درآمد. این نهاد ادراه‌کننده مسابقات فوتبالی از جمله سوپر لیگ ترکیه (در تمامی رده‌ها) و جام حذفی است. تیم ملی ترکیه و تمامی تیم‌های ملی فوتبال این کشور در تمامی رده‌های سنی (مردان و زنان) تحت اداره این نهاد قرار دارند.
در سال ۲۰۰۴ میلادی ۴٬۹۵۶ تیم باشگاهی در این نهاد عضویت خود را ثبت کرده‌بودند. پاداش قهرمانی را این نهاد هر ساله در تمام رده‌های لیگ این کشور از سطح حرفه‌ای تا آماتور را پرداخت می‌کند. حامی مالی این نهاد شرکت نایک است.